# Rushh Kielce
Kielecki Klub Bokserski Rushh Kielce – polski klub bokserski, powstały w 2005 w Kielcach.
W 2016 w klubie trenowało ponad 100 zawodników w różnych kategoriach wiekowych. Pięściarze Rushha zdobywali medale mistrzostw Polski seniorów. Byli to: Daniel Adamiec, Rajnold Bromboszcz, Bartosz Gołębiewski, Tomasz Karyś i Tomasz Kot. Podczas mistrzostw Polski w Człopie (27–31 marca 2017) Rushh Kielce, którego pięściarze zdobyli dwa medale, zajął 2. miejsce w klasyfikacji klubowej, ustępując Skorpionowi Szczecin.
W przygotowanej przez Wydział Sportowy Polskiego Związku Bokserskiego w styczniu 2016 klasyfikacji klubowej za rok 2015, Rushh Kielce zajął 7. miejsce w Polsce.
Na początku 2015, z inicjatywy wiceprezesa i trenera kieleckiego klubu Grzegorza Nowaczka, powstała Polska Konfrontacja Boksu Olimpijskiego. W jej ramach Rushh rozegrał od marca do czerwca 2015 siedem meczów bokserskich w hali widowiskowo-sportowej w Kielcach. Pokonał kolejno: Gwarka Łęczna (14:6), Wisłok Rzeszów (16:4), Broń Radom (16:0), RMKS Rybnik (14:4), KSZO Ostrowiec Świętokrzyski (14:4), Olimp Lublin (16:2) i Akademię Sportów Walki Warszawa (20:0).
We wrześniu 2015 w klubie utworzono dodatkowe sekcje: filipińskiego kalaki (sztuka walki z użyciem kija ratanowego), kick-boxingu i siłowania na rękę.